# 唐羅峰
76°38′S 159°35′E / 76.633°S 159.583°E
唐羅峰（英語：Townrow Peak）是南極洲的山峰，位於奧次地，屬於阿倫山中蒂爾曼嶺的一部分，由新西蘭的研究隊探測，以隊中的古植物學家命名，現時由南極條約體系管理。